# Bible krále Jakuba

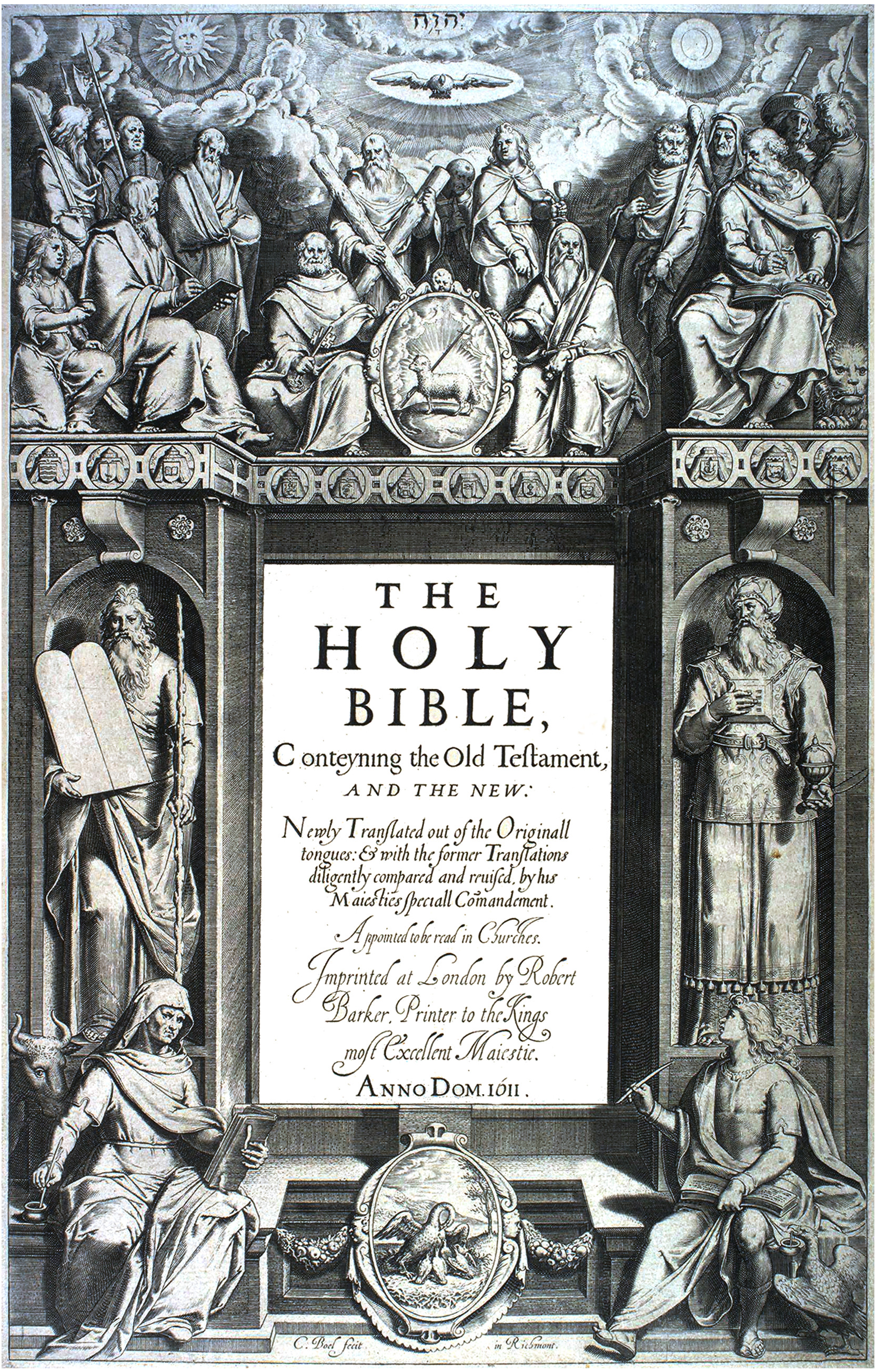
První strana prvního vydání překladu krále Jakuba z roku 1611

Bible krále Jakuba nebo také překlad krále Jakuba (King James Version, zkratkou KJV, plným anglickým názvem Authorized King James Version – Schválená verze krále Jakuba) je klasický anglický překlad bible, pořízený v letech 1601 (doporučení krále Jakuba I. vytvořit nový překlad bible) – 1611, kdy byla bible v tomto překladu poprvé vytištěna u královského tiskaře Roberta Bakera.

## Popis
Překlad Nového zákona je pořízen z verze řeckého Textus Receptus z roku 1550, který vydal Robert Estienne, některá čtení pocházejí z byzantské verze či Vulgáty, u Starého zákona z masoretského textu pod vlivem Septuaginty.
Překlad byl schválen králem Jakubem I. Stuartem (který ho také podnítil a dal přesné instrukce ohledně způsobu vyhotovení překladu) a jako takový je přes existenci novějších překladů oficiálně užíván anglikánskou církví až do dnešních dnů (někteří konzervativci dokonce odmítají užívat jakékoli jiné překlady). Užívá ho také množství protestantských církví v anglicky mluvícím světě až doposud, přestože jeho velmi archaický jazyk je dnes již obtížněji srozumitelný. Historicky, jazykově a do jisté míry i nábožensky odpovídá překladu krále Jakuba v českém prostředí bible kralická.
Do překladu krále Jakuba jsou zařazeny i deuterokanonické knihy (anglikánská církev je uznává jako plnoprávnou součást bible). Překlad krále Jakuba byl mnohokrát znovu vydán, často s drobnými, mnohdy ale i s vážnějšími textovými úpravami (extrémem je Blayneyho vydání z roku 1769, které se od prvního vydání liší asi ve 100 000 místech). Text celého překladu krále Jakuba je ve všech anglicky mluvících zemích vzhledem k dlouhé době od vzniku překladu zařazen do public domain, což je jeden z důvodů, proč v anglicky mluvícím světě slouží jako standardní referenční zdroj biblických citací.
Překlad krále Jakuba často staví na starších překladech (tzv. Bishops' Bible – Biskupská bible z roku 1572), vyhýbá se tvorbě neologismů a používání nezvyklých výrazů. Chybí v něm poznámkový aparát, pouze jsou v poznámkách na okraji stručně vysvětleny některé řecké a hebrejské termíny (oproti tomu bible kralická je doprovázena bohatým poznámkovým aparátem, obsahujícím i dobové reálie a exegeze). Překlad je pořízen metodou formální ekvivalence (snaží se o maximální přesnost, někdy je až doslovný), slova bez opory v originále jsou vyznačena závorkami či kurzívou (stejně jako v bibli kralické). Jazyk překladu krále Jakuba je velmi vznešený, básnický a slavnostní, užívá mnohá slova, která byla archaická už v době jeho napsání (podobně jako u bible kralické), za dlouhou dobu jeho existence jazyk ještě zarchaičtěl a dnes je dost obtížně srozumitelný. Jazyk překladu je také velmi latinizující (vzdělanci, tvořící překlad, raději užívali jako literární jazyk latinu, a proto byl latinou velmi ovlivněn jejich způsob vyjadřování).

## Ukázka textu

### Genesis1,1-3
Gn 1, 1–3 (Kral, ČEP)
- Text překladu krále Jakuba: „In the beginning God created the heaven and the earth. And the earth was without form, and void; and darkness was upon the face of the deep. And the Spirit of God moved upon the face of the waters. And God said, Let there be light: and there was light.“
- Doslovný překlad z angličtiny: „Na počátku Bůh stvořil nebesa a zemi. A země byla bez tvaru a prázdná; a tma byla nad tváří hlubin. A Duch Boží se pohyboval nad tváří vod. A řekl Bůh: Ať je světlo, a bylo světlo.“
- Bible kralická: „Na počátku stvořil Bůh nebe a zemi. Země pak byla nesličná a pustá, a tma byla nad propastí, a Duch Boží vznášel se nad vodami. I řekl Bůh: Buď světlo! I bylo světlo.“
- Český ekumenický překlad: „Na počátku stvořil Bůh nebe a zemi. Země byla pustá a prázdná a nad propastnou tůní byla tma. Ale nad vodami vznášel se duch Boží. I řekl Bůh: "Buď světlo!" A bylo světlo.“
- Bible 21: „Na počátku Bůh stvořil nebe a zemi. Země pak byla pustá a prázdná, nad propastí byla tma a nad vodami se vznášel Boží Duch. Bůh řekl: „Ať je světlo!“ - a bylo světlo.“

### Evangelium podle Jana3,16
- J 3, 16 (Kral, ČEP)
- Text překladu krále Jakuba: „For God so loved the world, that he gave his only begotten Son, that whosoever believeth in him should not perish, but have everlasting life.“
- Doslovný překlad z angličtiny: „Jelikož Bůh tak miloval svět, že mu dal svého jediného zplozeného Syna, pročež kdožkoli věří v něj, nezhyne, ale bude mít věčně trvající život.“
- Bible kralická: „Nebo tak Bůh miloval svět, že Syna svého jednorozeného dal, aby každý, kdož věří v něho, nezahynul, ale měl život věčný.“
- Český ekumenický překlad: „Neboť Bůh tak miloval svět, že dal svého jediného Syna, aby žádný, kdo v něho věří, nezahynul, ale měl život věčný.“
- Bible 21: „Neboť Bůh tak miloval svět, že dal svého jednorozeného Syna, aby žádný, kdo v něj věří, nezahynul, ale měl věčný život.“'